# Phasgonophora
Phasgonophora är ett släkte av steklar. Phasgonophora ingår i familjen bredlårsteklar.
Kladogram enligt Catalogue of Life:
| Phasgonophora | \| \| Phasgonophora rugithorax \| \| \| \| \| \| Phasgonophora sulcata \| \| \| \| |
|               | \| \| Phasgonophora rugithorax \| \| \| \| \| \| Phasgonophora sulcata \| \| \| \| |
|               | Phasgonophora rugithorax                                                           |
|               |                                                                                    |
|               | Phasgonophora sulcata                                                              |
|               |                                                                                    |